# 安田隆夫
安田隆夫（1949年—）是一位日本企业家，跨国连锁折扣店唐吉訶德創始人。

## 生平
1949年出生于日本岐阜县。1973年毕业于慶應義塾大學法学部。
1978年在东京都杉並區开设一间名为「泥棒市场」的小店铺，1980年变更为「株式会社Just」並擔任社長。
1995年9月变更为「株式会社唐吉訶德」。
2005年成為會長兼CEO。
2013年变更为「株式会社唐吉訶德控股」。
2015年6月卸任唐吉訶德控股會長兼CEO，成為集團的榮譽會長兼首席顧問，同時擔任「泛太平洋國際控股有限公司」（Pan Pacific International Holdings Pte. Ltd.）會長兼社長兼CEO。
2017年12月1日在新加坡開設了唐吉訶德在亞洲的第一家分店「Don Don Donki」。
2019年重返日本「株式会社泛太平洋國際控股」（前身為唐吉訶德控股）擔任非執行董事。
他擅长综合格斗，曾担任日本综合格斗协会战极的副会长。